# Кірхгам
Кірхгам (нім. Kirchham) — громада в Німеччині, знаходиться в землі Баварія. Підпорядковується адміністративному округу Нижня Баварія. Входить до складу району Пассау.
Площа — 18,47 км2. Населення становить 2414 ос. (станом на 31 грудня 2020).